# Ferida (filme)
Bruised (bra/prt: Ferida) é um filme de drama esportivo de 2020 estrelado e dirigido por Halle Berry em sua estreia na direção, que também atuou como produtora. É co-estrelado por Shamier Anderson, Adan Canto, Sheila Atim, Stephen McKinley Henderson e Adriane Lenox. O roteiro foi escrito por Michelle Rosenfarb.
Ferida teve sua estreia mundial no Festival Internacional de Cinema de Toronto de 2020 em 12 de setembro de 2020 e posteriormente foi lançado em cinemas selecionados e na Netflix em novembro de 2021. O filme recebeu críticas mistas da crítica, que elogiou a direção e atuação de Berry, mas criticou o roteiro, e tom inconsistente do filme. Após seu lançamento, a audiência na Netflix gerou um acordo de várias imagens para Berry.

## Elenco
- Halle Berry como Jackie "Pretty Bull" Justice
- Danny Boyd Jr como Manny, filho de Jackie
- Shamier Anderson como Immaculate, dono da liga de MMA que organiza a luta entre Jackie e Lady Killer.
- Adan Canto como Desi, a gerente de Jackie
- Sheila Atim como Bobbi 'Buddhakan' Berroa
- Stephen McKinley Henderson como Pops, um treinador experiente que trabalha com Jackie.
- Adriane Lenox como Angel McQueen, mãe de Jackie
- Valentina Shevchenko como Lucia "Lady Killer" Chavez, uma das melhores lutadoras argentinas e adversária de Jackie[5][6]
- Lela Loren como Sra. Bradshaw
- Gabi Garcia como Lobisomem[7]

Além disso, o árbitro de MMA Keith Peterson apareceu como ele mesmo para o árbitro da luta final entre Jackie e Lady Killer e o lutador do UFC Yves Edwards interpretou um comentarista.

### Polêmica
Alegadamente, em 16 de agosto de 2021, a estrela do MMA e ex-lutadora do UFC Cat Zingano entrou com uma ação contra Berry, Bruised Film Productions LLC, Thunder Road Film Productions Inc. e Romulus Entertainment LLC no Tribunal Superior de Los Angeles, pedindo indenização com base em reivindicações de preclusão promissória. Zingano afirma que Berry lhe ofereceu um papel no filme durante uma reunião em julho de 2019. De acordo com Zingano, depois que lhe foi oferecida uma luta no UFC marcada para outubro, o que a colocaria na disputa pelo título, ela foi aconselhada por Berry a não aceitar por razões de seguro. Ela recusou a luta e foi posteriormente dispensada pelo UFC em agosto de 2019. Zingano alegou ainda que Berry a informou logo depois que ela não poderia aparecer no filme, já que apenas os atuais lutadores do UFC tinham permissão para participar. O processo também afirma que Berry interrompeu toda a comunicação com Zingano após o incidente.
Documentos judiciais arquivados em novembro de 2021, pelos advogados de Berry, afirmam que Zingano perdeu seu contrato com o UFC devido ao seu histórico ruim na organização. Os documentos também alegam que ela tomou a decisão de aparecer no filme sem saber que papel faria ou quanto receberia e o fez com base em trocas de mensagens de texto com Berry. De acordo com os advogados de Berry, Zingano não declara quais são seus danos e que ela está buscando indenizações punitivas indevidamente.

## Produção
Inicialmente, Nick Cassavetes foi escalado para dirigir o filme de artes marciais mistas Ferida, escrito por Michelle Rosenfarb e produzido por Guymon Casady, Basil Iwanyk, Linda Gottlieb e Erica Lee. Blake Lively foi originalmente escalado como o personagem principal do filme. Em 11 de setembro de 2018, Halle Berry assumiu a direção de Ferida, tornando-se sua estreia na direção, e substituiu Lively como personagem principal do filme. Em 4 de dezembro de 2019, Shamier Anderson e Adan Canto foram escalados para o filme. Em 16 de dezembro de 2019, Sheila Atim foi escalada para o filme.
A filmagem começou em novembro de 2019, em Nova Jersey. Os locais de filmagem incluíram o Jim Whelan Boardwalk Hall em Atlantic City e uma academia de boxe em Newark. Durante as filmagens, Berry sofreu uma pequena lesão, com as filmagens sendo suspensas por alguns dias. A produção foi retomada em 27 de novembro. A produção foi concluída em 20 de dezembro de 2019.
A trilha sonora do filme foi composta por Terence Blanchard e ASKA (Aska Matsumiya).

## Lançamento
Em setembro de 2020, a Netflix adquiriu os direitos de distribuição do filme por cerca de US$ 20 milhões. A estreia mundial do filme foi realizada no Festival Internacional de Cinema de Toronto em 12 de setembro de 2020. O filme também foi exibido no AFI Fest em 14 de novembro de 2021. Teve um lançamento limitado nos cinemas em 17 de novembro de 2021, antes da transmissão na Netflix em 24 de novembro.

## Recepção
No site agregador de resenhas Rotten Tomatoes, 49% das 91 resenhas dos críticos são positivas, com nota média de 5,6/10. O consenso do site diz: "Ferida não é tão contundente quanto o título pode sugerir, mas Halle Berry impressiona em ambos os lados da câmera em sua estreia na direção." No Metacritic, o filme tem uma pontuação média ponderada de 52 em 100, com base em 23 críticos, indicando "críticas mistas ou médias".
Peter Hammond, do Deadline Hollywood, escreveu que "não há dúvida de que Berry jogou tudo contra a parede com este e se saiu de forma admirável, não apenas como você poderia esperar em termos de atuação da estrela vencedora do Oscar de A Última Ceia, mas também por trás da câmera. Ela navega intensamente em uma história feminina de uma superestrela da luta de MMA em desgraça tentando abrir caminho de volta ao topo enquanto junta os pedaços de sua vida pessoal despedaçada.

### Prêmios
| Prêmio                                      | Data da cerimônia       | Categoria                                   | Nomeações                                                  | Resultado |
| ------------------------------------------- | ----------------------- | ------------------------------------------- | ---------------------------------------------------------- | --------- |
| AARP Movies for Grownups Awards             | 18 de março de 2022     | Melhor Atriz                                | Halle Berry                                                | Indicada  |
| Black Reel Awards                           | 27 de fevereiro de 2022 | Melhor Diretor                              | Halle Berry                                                | Indicada  |
| Black Reel Awards                           | 27 de fevereiro de 2022 | Melhor Diretor Emergente                    | Halle Berry                                                | Indicada  |
| Black Reel Awards                           | 27 de fevereiro de 2022 | Melhor Atriz                                | Halle Berry                                                | Indicada  |
| Black Reel Awards                           | 27 de fevereiro de 2022 | Edição Excelente                            | Jacob Craycroft, Terilyn A. Shropshire                     | Indicados |
| Black Reel Awards                           | 27 de fevereiro de 2022 | Melhor Canção Original                      | "Automatic Woman" (HER, Van Hunt e Brittany Talia Hazzard) | Venceu    |
| NAACP Image Awards                          | 26 de fevereiro de 2022 | Melhor Filme Independente                   | Ferida                                                     | Indicado  |
| NAACP Image Awards                          | 26 de fevereiro de 2022 | Melhor Atriz em um Filme                    | Halle Berry                                                | Indicada  |
| NAACP Image Awards                          | 26 de fevereiro de 2022 | Desempenho Inovador Excepcional em um Filme | Danny Boyd, Jr.                                            | Venceu    |
| NAACP Image Awards                          | 26 de fevereiro de 2022 | Desempenho Inovador Excepcional em um Filme | Sheila Atim                                                | Indicada  |
| Satellite Awards                            | 2 de abril de 2022      | Melhor Primeiro Longa                       | Halle Berry                                                | Venceu    |
| Festival Internacional de Cinema de Toronto | 21 de setembro de 2020  | Prêmio Estrelas em Ascensão                 | Sheila Atim                                                | Venceu    |
| Women Film Critics Circle                   | 11 de dezembro de 2021  | Prêmio Coragem na Atuação                   | Halle Berry                                                | Venceu    |
| Women Film Critics Circle                   | 11 de dezembro de 2021  | Prêmio Josephine Baker                      | Ferida                                                     | Indicado  |